# Den glada vetenskapen

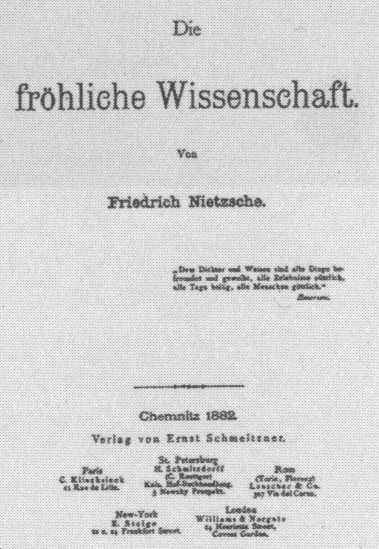
Originalframsidan från 1882

Den glada vetenskapen (originaltitel: Die fröhliche Wissenschaft) är en bok som skrevs av Friedrich Nietzsche år 1883. Nietzsche betraktade Den glada vetenskapen som sitt mest personliga verk. Verket innehåller mycket av det som Nietzsche brukar förknippas med; aforismer, filosofiska problem, etik och kunskapsteori, och även reflektioner om konst och Guds död. 
I Sverige har boken utgivits av Bokförlaget Korpen i översättning av Carl-Henning Wijkmark.